# Seznam věží v Českých Budějovicích

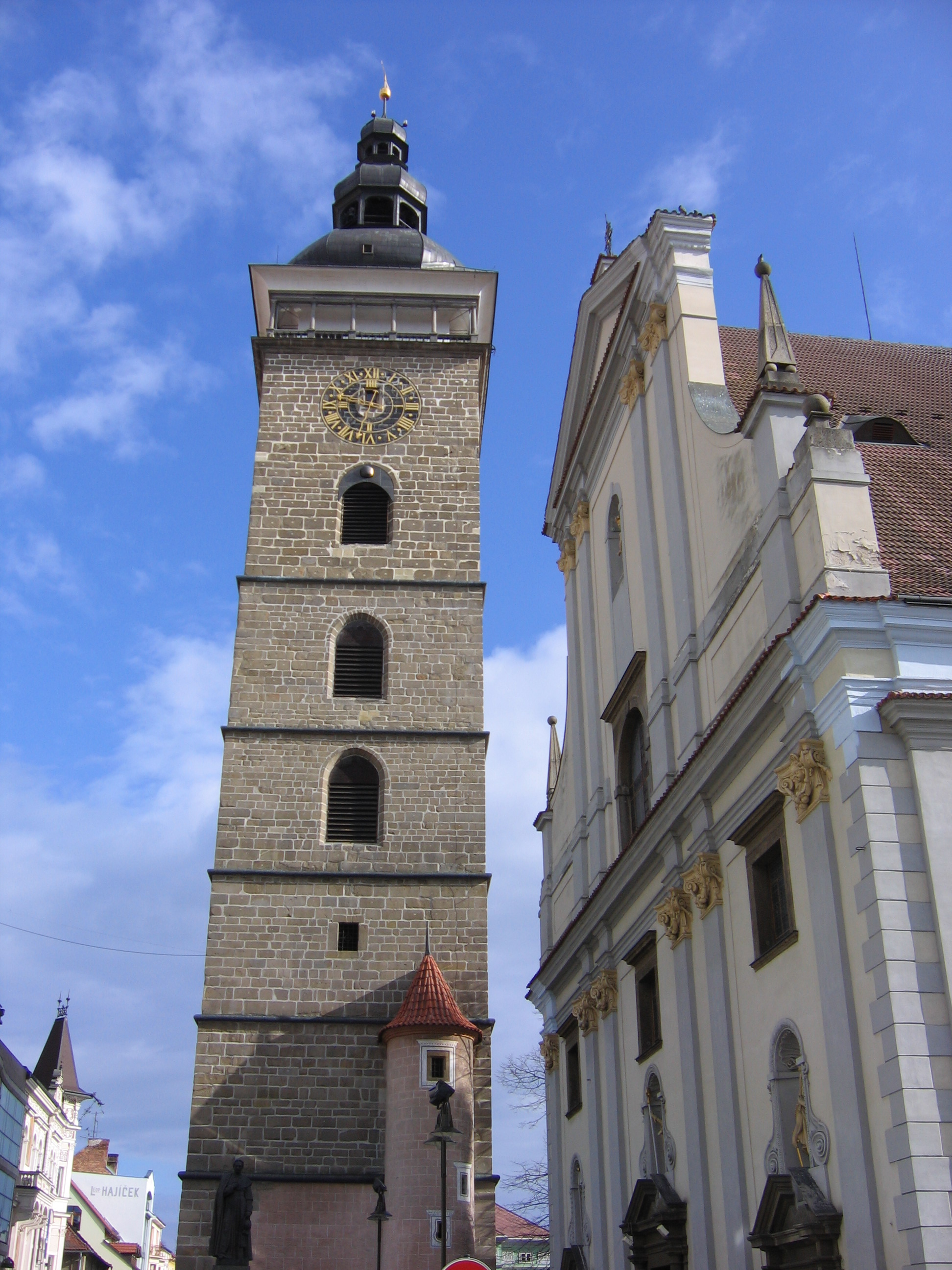
Černá věž, dominanta Českých Budějovic

České Budějovice zaznamenaly ve 13. a 14. století širokou výstavbu obranných věží, která byla reakcí na opakované napadení města nepřáteli. V pozdější době představovaly výraznější hrozbu stále častější požáry, které v první polovině 16. století vyústily v rozhodnutí o stavbě strážní a hlásné Černé věže. V průběhu 19. století, kdy již městu nehrozilo přímé nebezpečí, došlo k odstranění všech velkých bran a většiny obranných struktur.

## Hradební věže

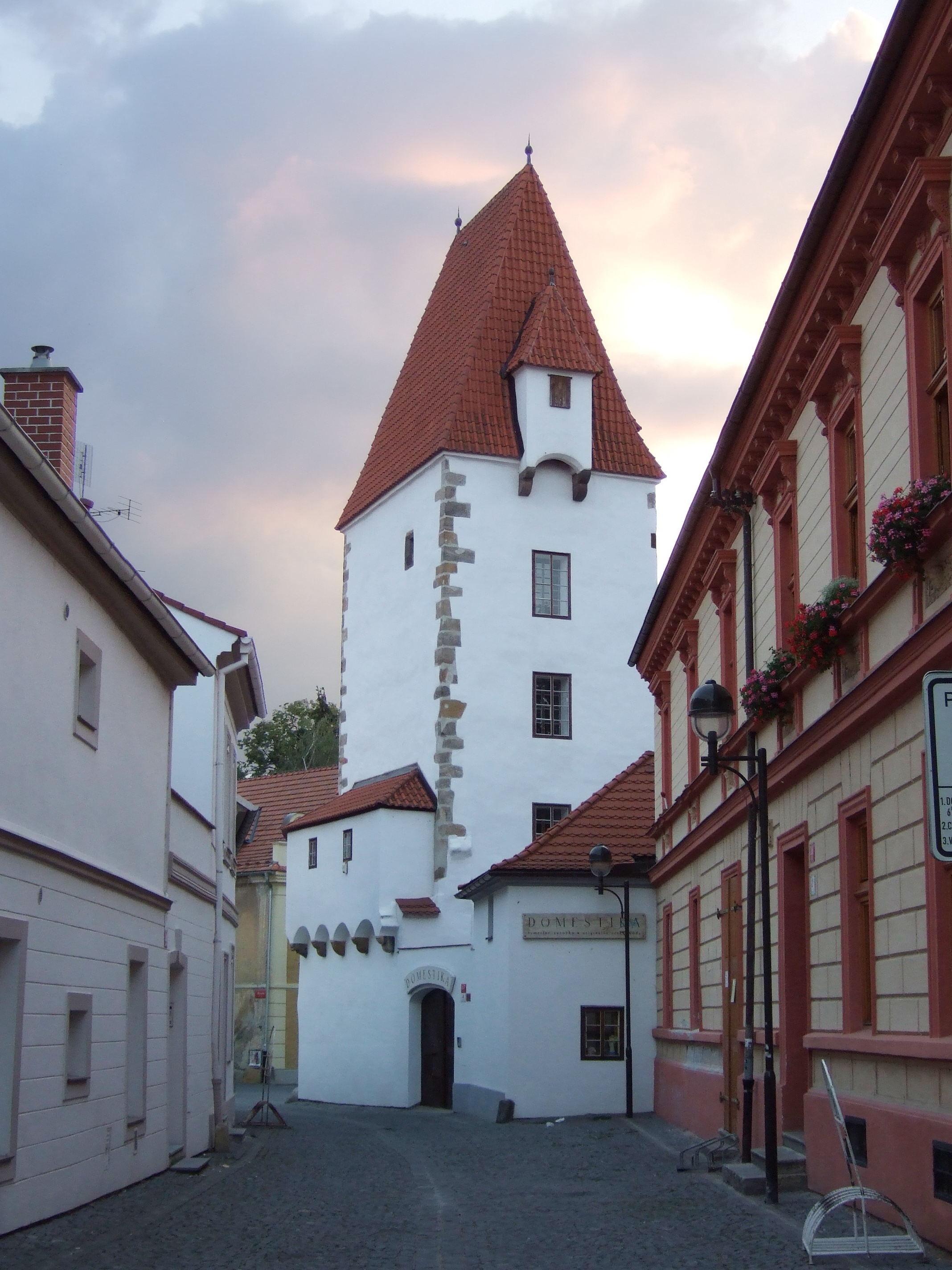
Rabštejnská věž

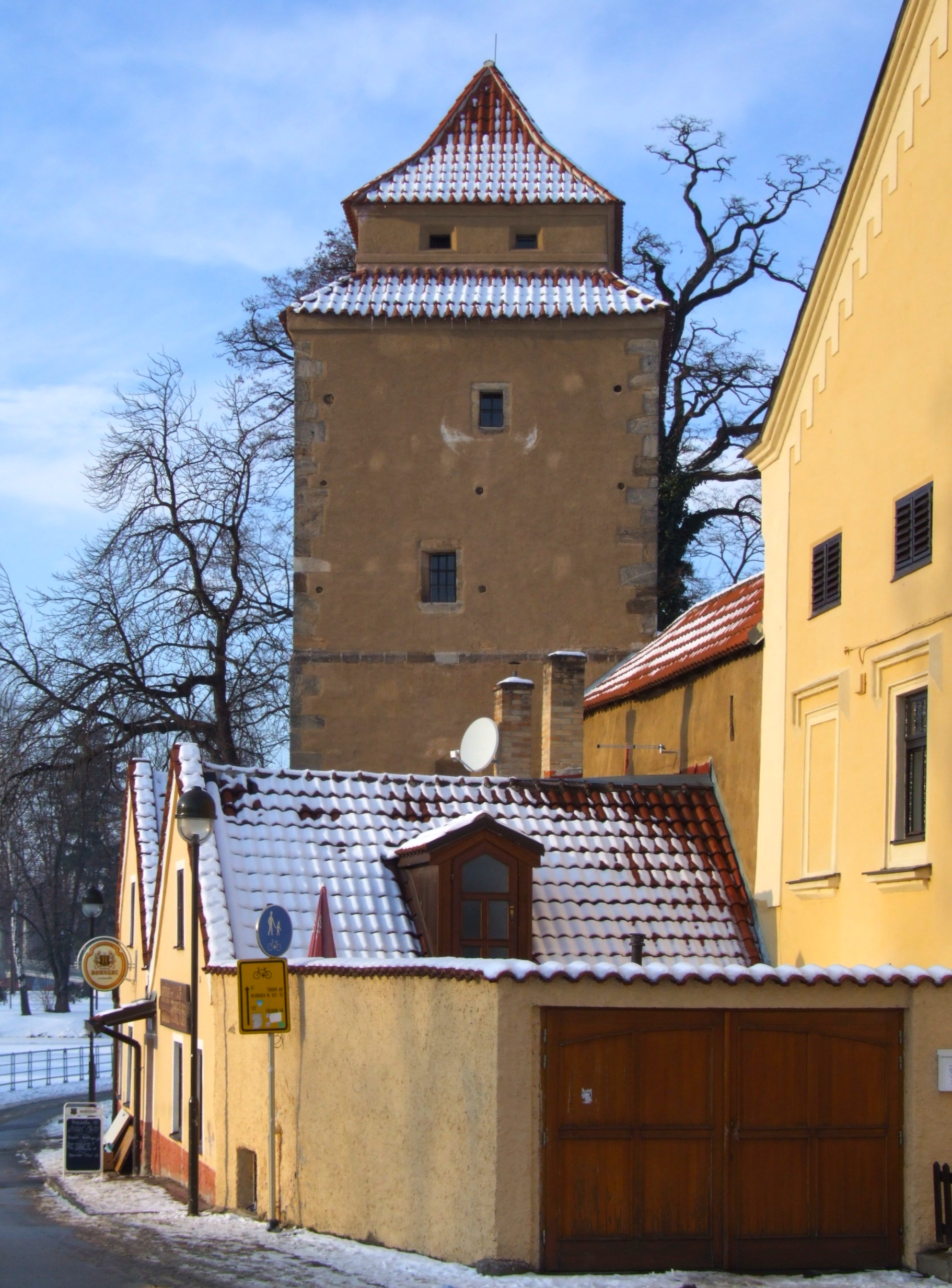
Železná panna (Špilhajbl)

České Budějovice byly již roku 1279 (jen 14 let po předpokládaném založení) napadeny a vypleněny Závišem z Falkenštejna. Město proto začalo rozšiřovat a modernizovat stávající opevnění, které bylo u městských bran (tehdy tří) doplněno o obranné věže, především v místech, kde k branám ústily větší ulice. Většina těchto staveb byla hranolového typu a dosahovala výšky v rozmezí 15-30 metrů. Až na výjimky byly v průběhu 19. století odstraněné pro zlepšení průjezdnosti městem.

### Obranné věže

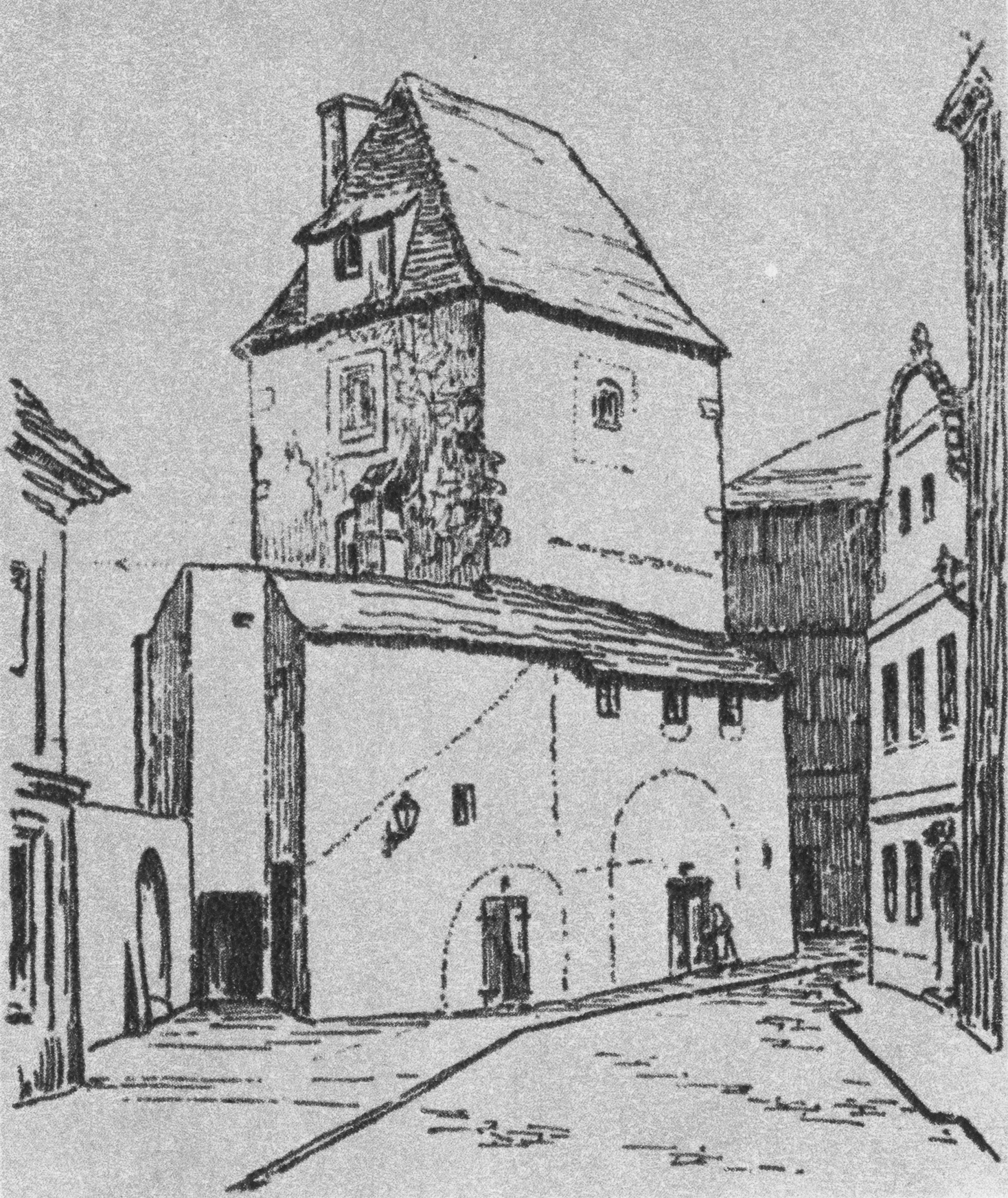
Manda, hradební věž zbořená na počátku 20. století

- Lauseck – věž vystavěná u Předního mlýna (dnešní hotel Budweis) za Panskou ulicí. Zbořena v 19. století (zhruba v 70. letech) jako jedna z prvních.[1]
- Rabštejnská věž – 16,6 metru vysoká stavba jako jedna ze dvou dochovaných stojí na opačném konci Panské ulice.[1] Současnou podobu ovlivnila přestavba roku 1551.[2]
- Rauscher – kruhová věž opatřená galerií a vysokou hrotitou střechou stávala až do roku 1825, kdy byla zbořena,[1] na severním konci Kněžské ulice[3]
- Břidlicová věž (Schifferturm, Nová věž, Prašná věž) – o výšce 14 sáhů, 5 stop a 2 coule (pozn.: sáh = necelé 2 metry) stála v průhledu Kanovnické ulice.[1] První písemná zmínka pochází z druhé poloviny 15. století, 1468 nazývána Prašná věž, 1553 Nová věž, pozdější název Břidličná věž souvisí se střešní krytinou.[4] K odstranění stavby došlo roku 1829.[1] V roce (1742) uváděna pod označením Sírová věž jako sklad síry a sanitru.

- Manda – v letech 1904-1906 zbořená 21 metrů vysoká věž stávala mezi Svinenskou a Krumlovskou bránou[1] (zhruba oblast dnešního Biskupského gymnázia).
- Špilhajbl – jedna ze dvou dochovaných věží, dnes známá jako Železná panna, stojí u někdejšího soutoku Vltavy a Malše (dnes odbočka tzv. Slepého ramene). Zajímavostí je částečně dochovaný ochoz.[1] Stavba dnes slouží jako muzeum, kde je mimo jiné vystavena replika mučidla, podle kterého údajně dostala stavba současný název. Recentní podobu stavba získala při přestavbě v roce 1612[2] po zásahu bleskem 13. května téhož roku. Protože v ní byl uložen střelný prach, došlo k rozmetání střechy. Katastrofa se ale obešla bez požáru. Původní vchod v prvním patře byl doplněný vchodem vybouraným na úrovni země.
- Teuffel[5]
- Gauendorf – vznikla pravděpodobně jako jedna z posledních.[6]

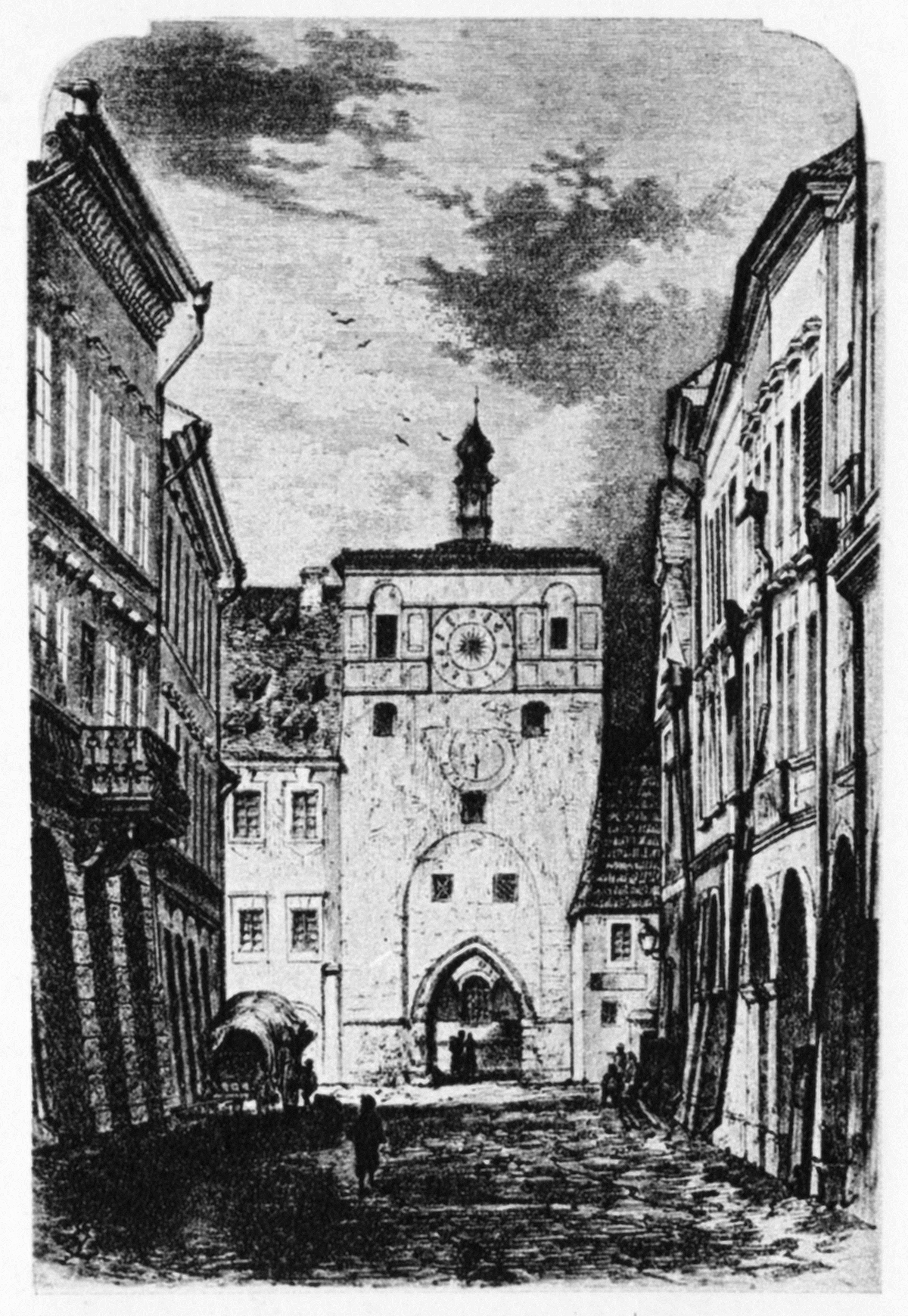
věž Pražské (Písecké) brány, kresba Antonín Lewý

### Brány a branky
Městské brány byly koncipované jako průjezdy v mohutných věžích obdélníkového půdorysu. Vnější hradba vůči nim byla předsunutá. Původně byly hlavní brány tři:
- Pražská brána (neboli Písecká) – z brány vycházela cesta na Veselí, Soběslav a Prahu, od které se těsně za branou odklonila západní cesta směrem na Vodňany, Písek a Plzeň (přes Dlouhý most). Stavba vyhořela 28. září 1542
- Rožnovská brána (neboli Stradonická či Krumlovská) – spojovala město s krumlovskou cestou od jihu
- Svinenská brána – umístěná na jihovýchodní straně otevírala cestu na Vitoraz, Nové Hrady a Trhové Sviny. Těsně před branou se vydělila cesta na Vídeň a také na Třeboň.

západní strana města lemovaná břehem neměla hlavní bránu, pouze menší branky
- Rybářská brána – menší hranolová věž u Předního mlýna (hotel Budweis)
- Solní branka – hranolová věž za současnou radnicí, dnes zvaná expresivně Pochcaná ulička (dříve též zvaná Šiklova branka, Vodní branka, Wassertürl, Solná branka)[1]

### Ostatní obranné věže a bašty
Pro obranné věže (a také branky) byl typický hranolový habitus. Naopak původní gotické bašty byly až na výjimky poloválcové, zabudované přímo do vnitřní (vysoké) hradby, kde vystupovaly zevně jejího obvodu. Vznikaly do přelomu 13. a 14. století.
Včetně Otakarky (Otakarovy bašty, dochované polokruhové bašty v dnešní Biskupské zahradě) bylo mezi Svinenskou a Pražskou bránou celkem 8 poloválcových bašt a jedna hranolová. Bašty vnější hradební zdi byly prakticky všechny hranolové a rozmístěné tak, aby se nezakrývaly s baštami hradeb vnitřních. Do současnosti se dochovala Polygonální bašta u kostela Obětování Panny Marie (od roku 1955 využívána galerií Pod kamennou žábou a příležitostně přístupná veřejnosti), Kruhová bašta přiléhající na budovu gymnázia v České ulici, dále bašta v Biskupské zahradě přestavěná na gloriet spojující Biskupskou zahradu a Zátkovo nábřeží, zmíněná Otakarova bašta v zahradě a nakonec bašta zvaná Bílá věž (podle tehdejšího nedalekého Bílého pivovaru), která byla zakomponována do budovy Jihočeského divadla – po přestavbě 1818-1819 byla ještě patrná v jižním průčelí (od řeky), po přestavbě v polovině 20. století byly její pozůstatky obestavěny nově vzniklým jižním křídlem. V roce 1902 došlo ke zboření Klínovité bašty a části hradeb, které uvolnily místo gymnáziu. Roku 1912 zanikla bašta zvaná Katovská věž v úseku nábřeží mezi ulicemi Dr. Stejskala a Biskupská.

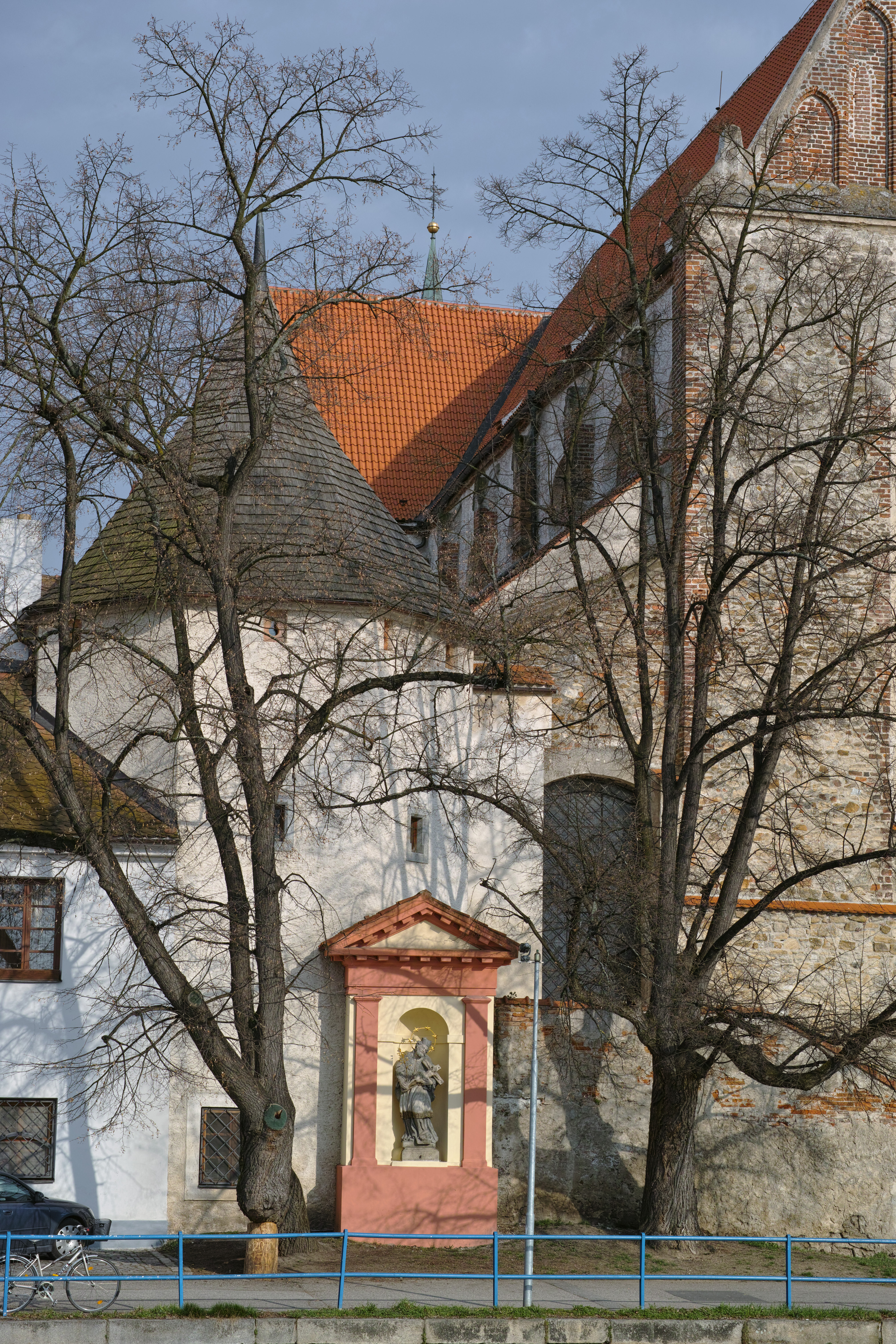
Polygonální bašta u klášterního kostela
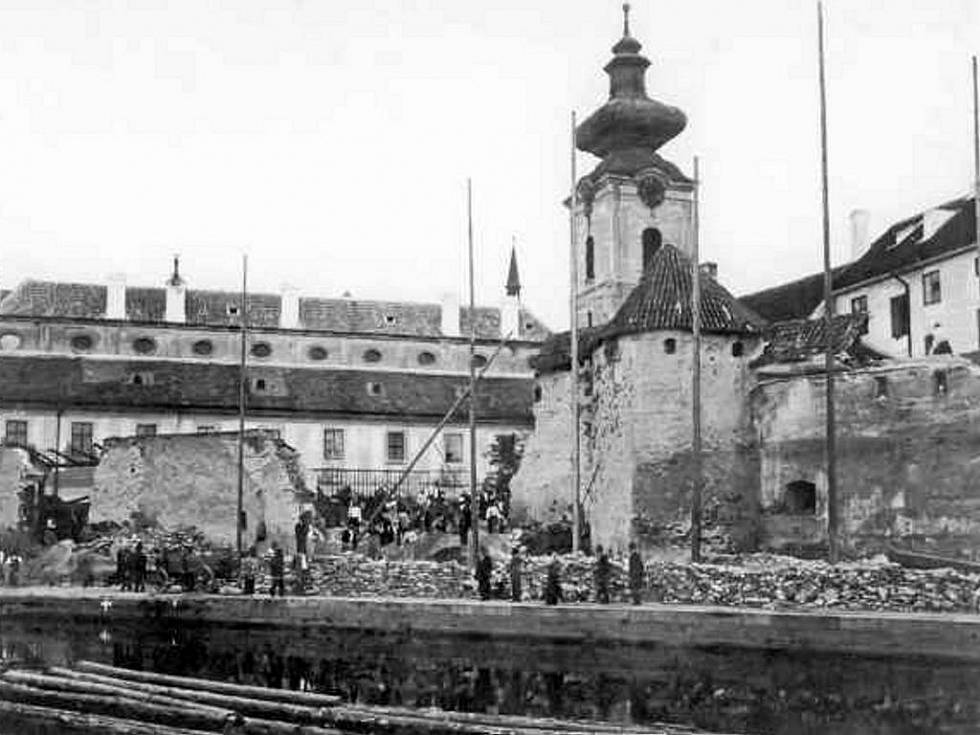
Klínovitá bašta, zbořena 1902
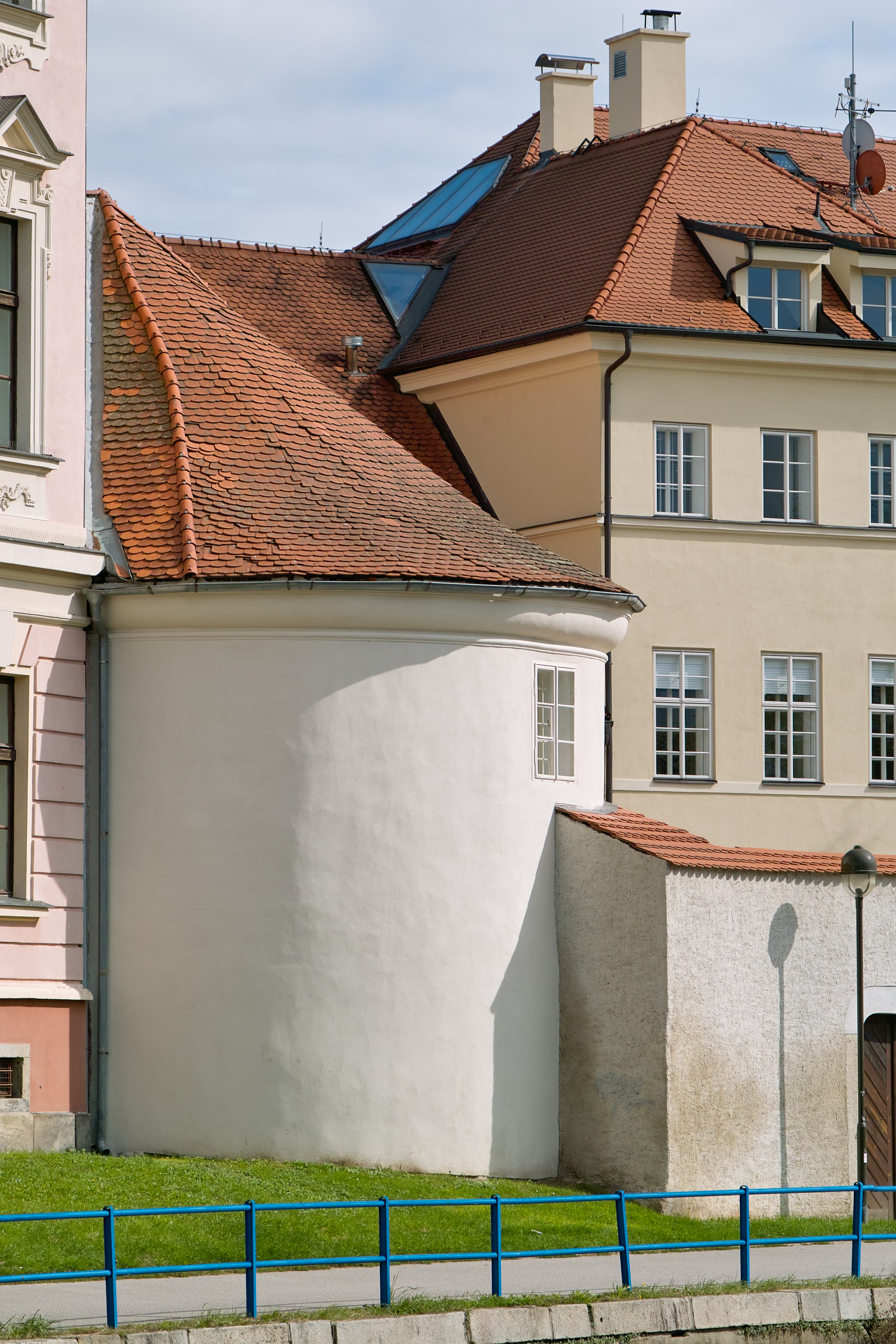
Kruhová bašta u gymnázia Česká
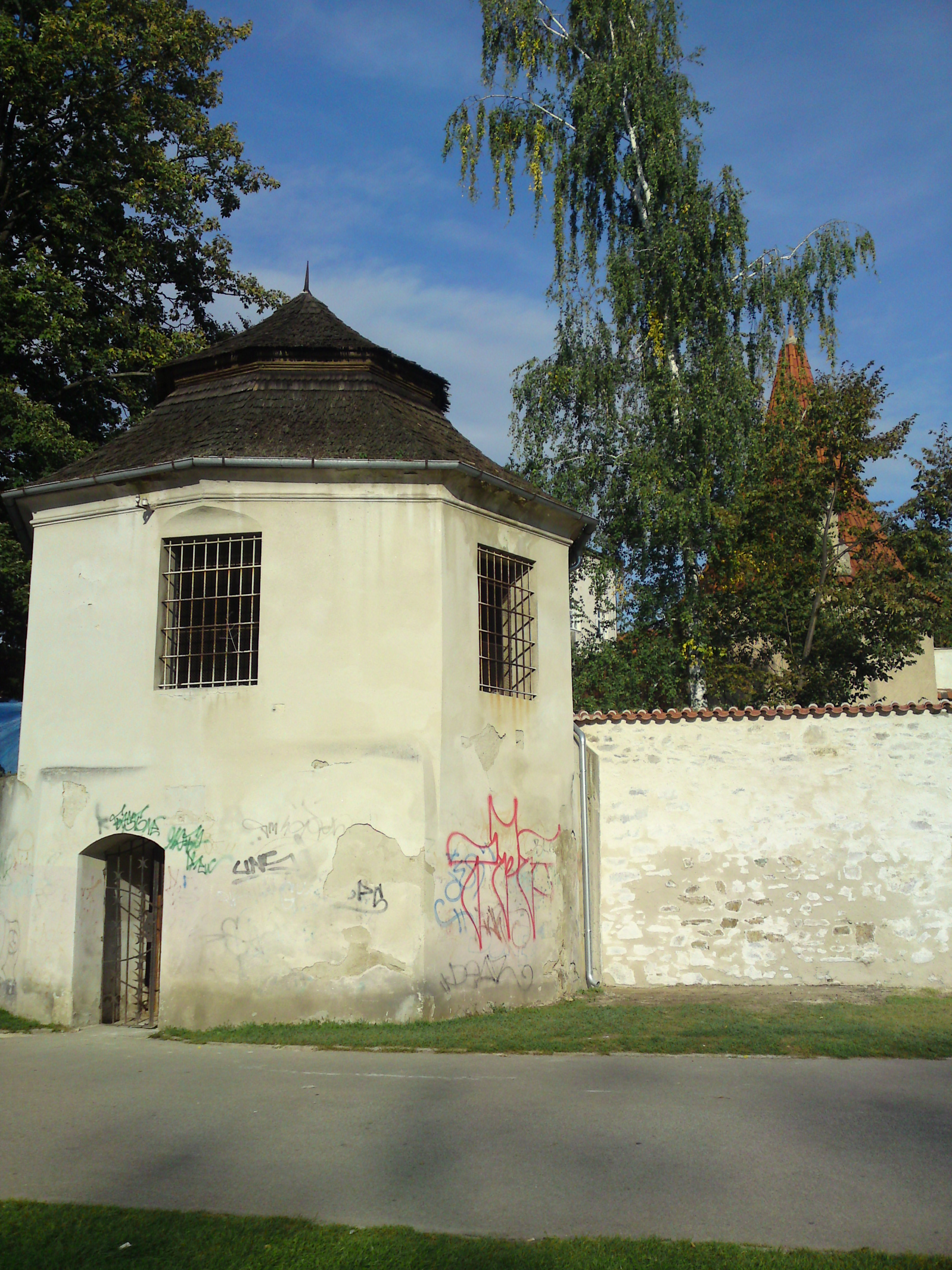
Gloriet, branka do Biskupské zahrady
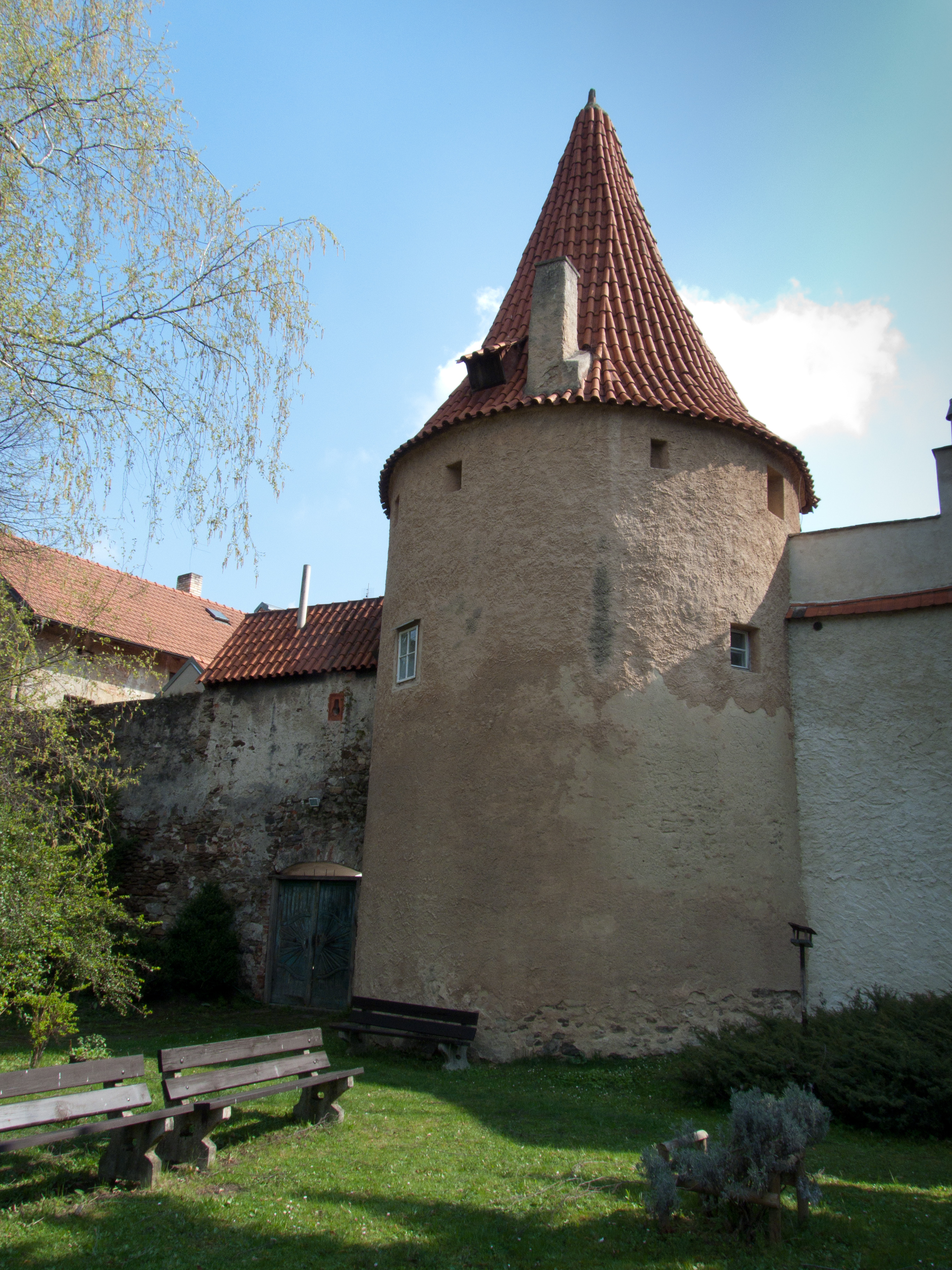
Otakarova bašta v Biskupské zahradě
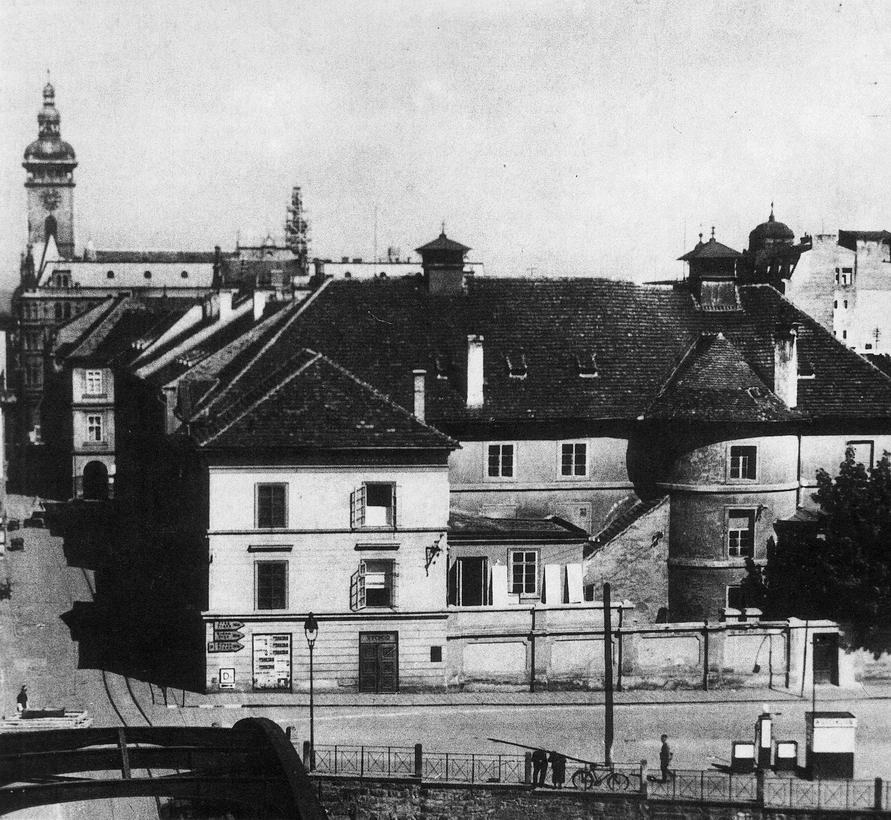
Bílá věž vestavěná do budovy divadla (1919)

## Věže církevních staveb

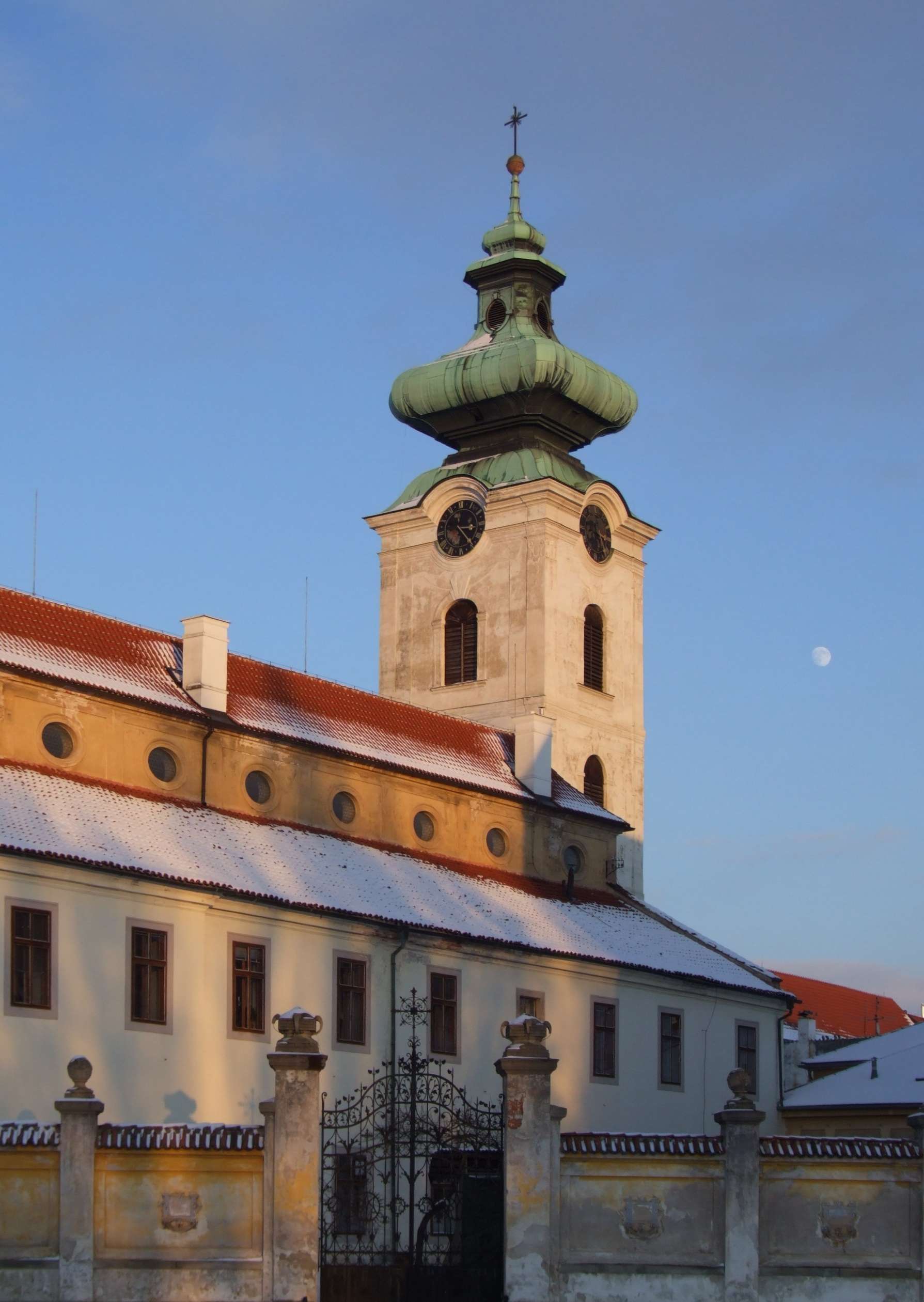
Bílá (Dominikánská) věž u kláštera

### Bílá (Dominikánská) věž

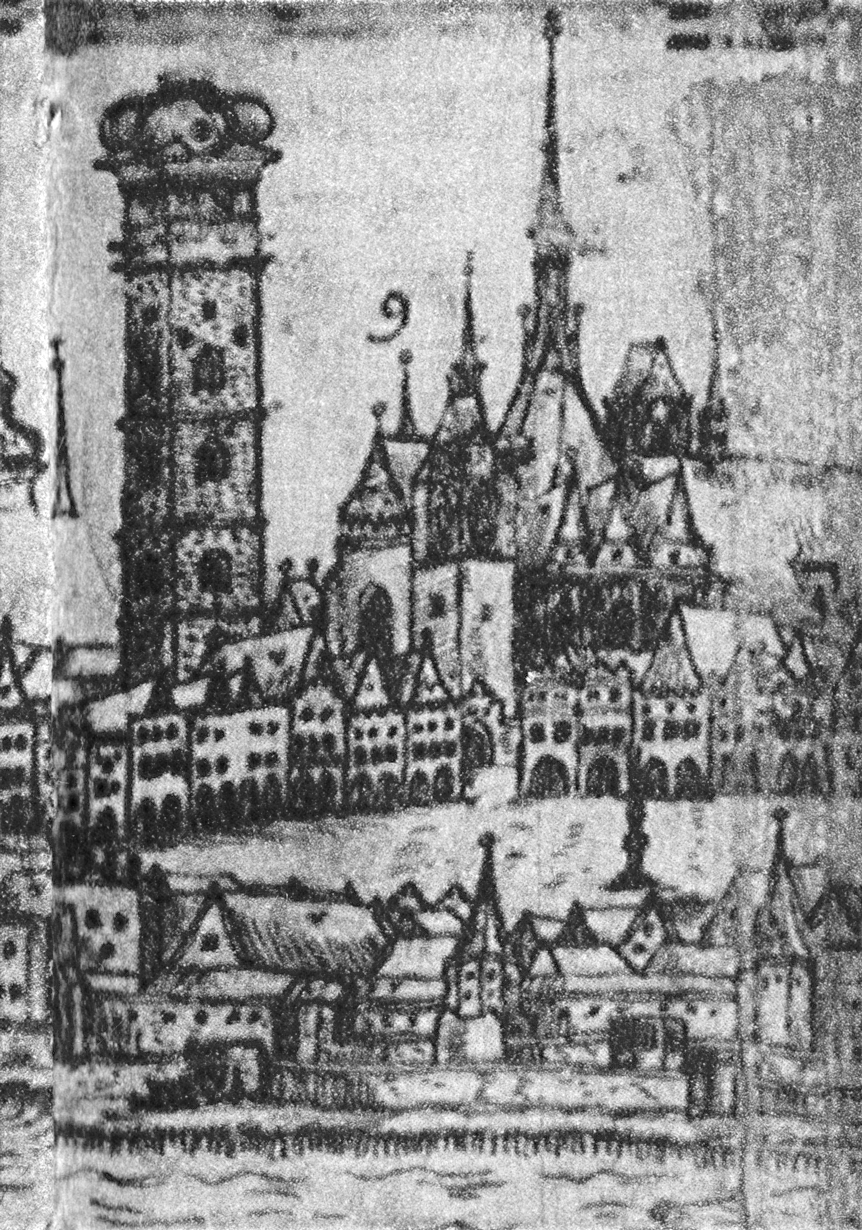
chrám sv. Mikuláše roku 1602: nejblíže náměstí je JZ (hodinová) věž, nad trojlodím vysoká ozdobná věž, v pozadí vršek SV věže

Bílá věž, která stojí v klášterní zahradě těsně u budovy konventu, byla dokončena roku 1489. Přízemí bylo upraveno v kapli sv. Felixe a Adaukta, první patro sloužilo jako klášterní vězení, kde bychom našli gotickou křížovou klenbu. Následovalo zvonové patro. Při barokní přestavbě byla věž zvýšena o další poschodí.

### Věže chrámu svatého Mikuláše
Katedrála svatého Mikuláše se během své dosavadní historie dočkala tří podob (založení–1518, 1518–1641 a 1641–současnost). Původně, jako hlavní městský kostel, nesla dvě gotické věže, mezi nimiž stála kruchta (v západním průčelí stavby). Zpráva z roku 1518 uvádí přestavbu tak důkladnou, že ze starého kostela nezbylo s výjimkou obvodové zdi skoro nic. Důvody pro tak razantní a nečekanou ¹) přestavbu nejsou známé. Roku 1527 byl dokončen složitý (a poměrně mohutný) jehlancovitý útvar nad trojlodím stavby. Tato „špička“ se stala novou dominantou stavby (podle rytiny Jana Willenberga z roku 1602 převyšovala samostatné kostelní věže). Nová kostelní věž, zvaná Hodinová, se čtvercovým půdorysem a hodinami v jihozápadním rohu chrámu byla zřejmě hotová již roku 1531, na kdy je datována zpráva o nákupu zvonů. Druhou věž, samostatnou zvonici, znázorňuje Willenbergova veduta severovýchodně od presbytáře kostela. Archeologický průzkum roku 2005 pod vedením Mgr. Zuzany Thomové v těchto místech potvrdil pozůstatky 110 cm mocné kamenné zdi. V zásypu u této zdi byly nalezeny ohořelé lidské ostatky, což koresponduje se zánikem věže při velkém požáru města v roce 1641. Po přestavbě po velkém požáru (1641–1649) již funkci zvonice i hodin zastávala Černá věž, takže katedrála zůstala bez vlastních věží.
¹) roku 1495 byly v ještě původní stavbě instalovány nové varhany

## Ostatní věže

### Černá věž
Stavba měla plnit dva účely: funkci strážní věže města a zvonice městského kostela. Základy stavby (zabezpečené dubovými piloty) byly položené roku 1549 stavitelem Hansem Spatzem (Spatio). Tehdy 70 metrů vysoká stavba byla dokončena roku 1577 Vincencem Vogarellim.
30. května 1577 došlo na pozlacení věžní makovice zlatníkem Bonifácem Ridlem v hodnotě 72 dukátů. Dále během téhož roku bylo připraveno obydlí pro strážného. Vchod v přízemí nese letopočet 1552, nadpaží vstupu válcového přístavku (s točitým schodištěm) rok 1533, boky věže 1552 a 1558.

### Vodárenská věž

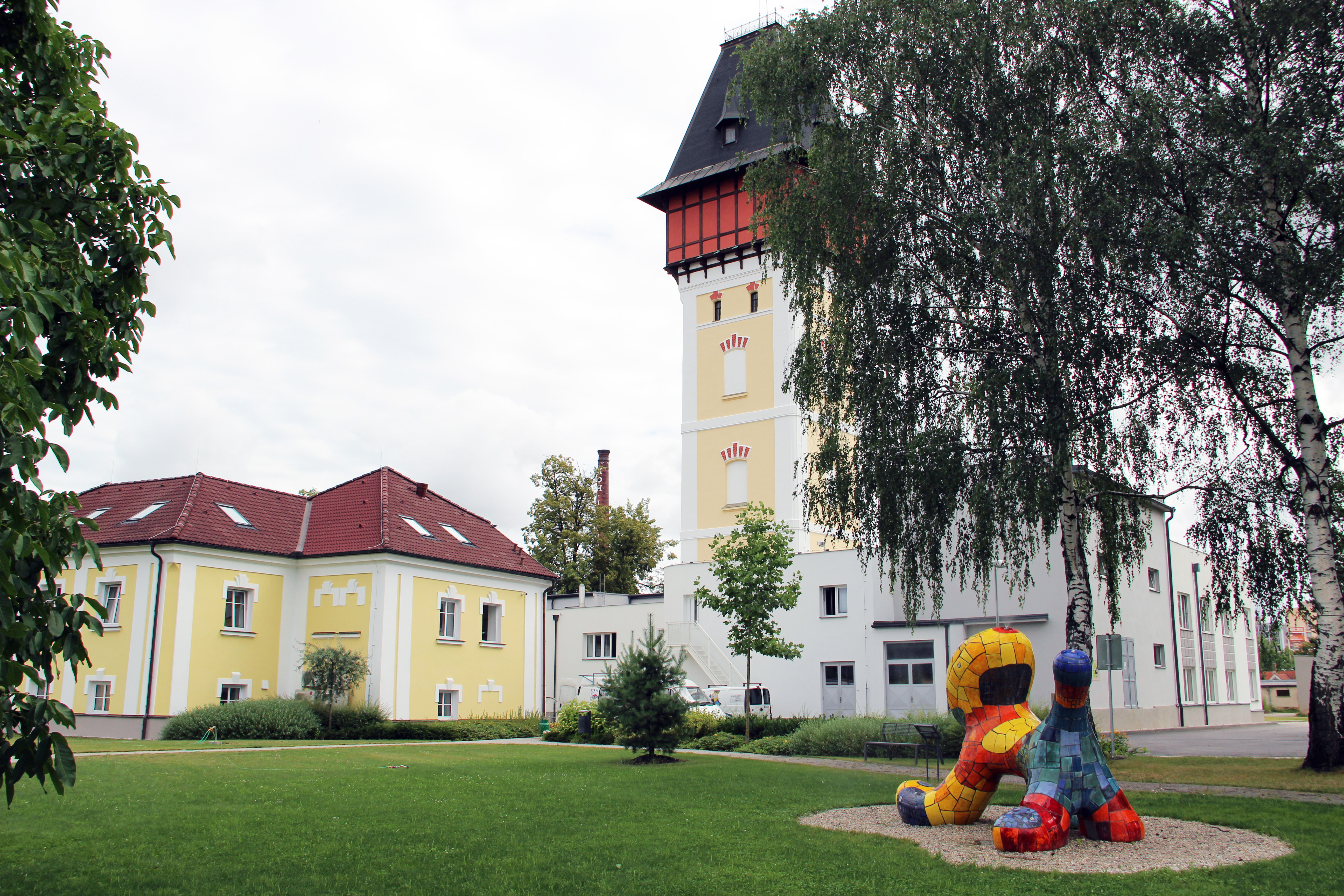
Rekonstrukce areálu pod Vodárenskou věži skončila v roce 2015 a ve stejném roce se také areál otevřel veřejnosti.

Původně barokní stavba z první poloviny 18. století. Zajišťovala napájení městského vodovodu poté, co starší zdroje přestaly rostoucímu městu stačit. Současnou podobu získala po přestavbě z roku 1882.